# 小行星7038
小行星7038（英語：7038 Tokorozawa）是一颗围绕太阳公转的小行星。1995年2月22日，佐藤直人、浦田武在秩父市发现了此天体。
这颗小行星的绝对星等为4.887116962597725等。